# 顧維鈞臨時內閣
顧維鈞臨時內閣是孫寶琦內閣下台後由顧維鈞組成的臨時內閣，開始於民國13年（1924年）7月2日，結束於同年9月14日。
曹錕在7月5日就提出組成顏惠慶內閣，但是提交眾議院審議時，有競爭組閣者阻撓，又有議員趁機要價，使內閣同意案兩個月內納入議程達6次之多，方才在9月12日通過。

## 內閣成員
| 職位     | 姓名   | 備注 |
| -------- | ------ | ---- |
| 國務總理 | 顧維鈞 | 代理 |
| 外交總長 | 顧維鈞 | 兼任 |
| 內務總長 | 程克   |      |
| 財政總長 | 王克敏 |      |
| 陸軍總長 | 陸錦   |      |
| 海軍總長 | 李鼎新 |      |
| 司法總長 | 薛篤弼 |      |
| 教育總長 | 張國淦 |      |
| 農商總長 | 顏惠慶 |      |
| 交通總長 | 吳毓麟 |      |